# Asociație OB

Carina OB1, o asociație OB.

O asociație OB este un grup de stele (asociație stelară) nelegate gravitațional, dintre care unele sunt de tip spectral O sau B. Aceste asociații apar mai întâi în regiuni relativ mici ale spațiului. Gazele și praful rămase după formarea stelelor sunt apoi expulzate, iar stelele rămase nu mai sunt legate gravitațional. Se crede că 90% dintre stelele din Galaxia Noastră s-au format în astfel de asociații.
Asociațiile OB se găsesc în principal în brațele spirale ale galaxiei noastre și ale altor galaxii. Ele sunt adesea găsite în apropierea norilor moleculari giganți, unde s-au format stelele din asociație. Fiind de scurtă durată, aceste stele nu călătoresc departe de locul lor de naștere. Asociațiile OB pot avea dimensiuni considerabile, chiar și sute de ani lumină, cu stele foarte împrăștiate. Aceste asociații, din cauza forțelor mareice galactice, tind să se disperseze în timp astronomic foarte scurt. Paradoxal, este mai ușor să cunoaștem asociațiile OB ale altor galaxii decât pe cele din Galaxia Noastră, din cauza prezenței norilor întunecați care maschează majoritatea obiectelor din interiorul Căii Lactee.

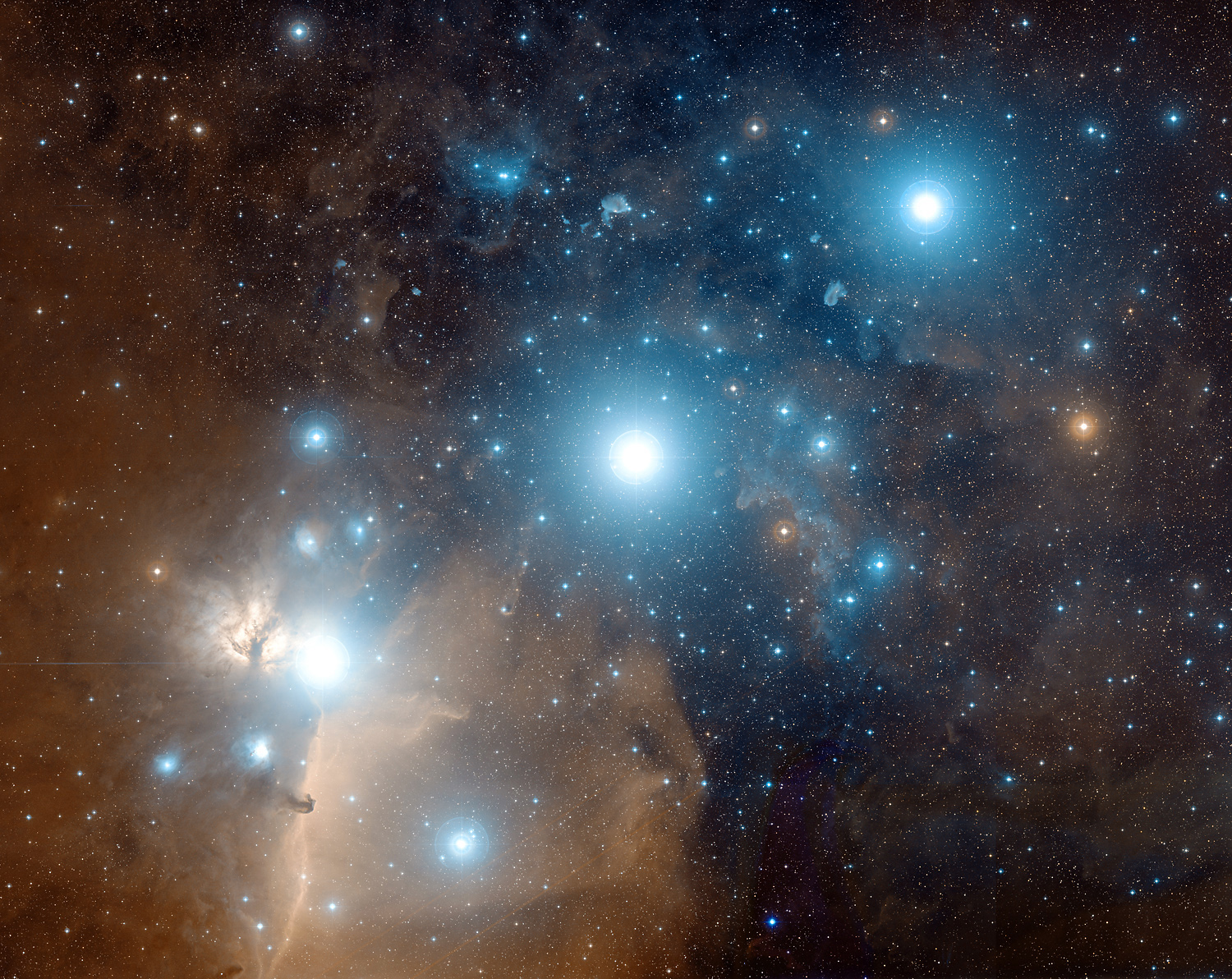
Centura lui Orion; câmpurile bogate în stele din fundal formează nucleul unei asociații OB cunoscută sub numele de Asociația Orion OB1b.

Constelația Orion este în mare parte ocupată de Asociația OB1 din Orion, situată la o distanță de aproximativ 1.500 de ani lumină de Soare.

## Misiunea științifică Hipparcos
Misiunea științifică Hipparcos a detectat o duzină de astfel de asociații pe o rază de 650 de parseci în jurul Soarelui, cea mai apropiată fiind asociația Scorpion-Centaurus situată la doar 400 de ani lumină de Soare.

## Alte galaxii
Au fost detectate asociații OB în Marele Nor al lui Magellan, în Galaxia Andromeda (M 31) precum și în Galaxia Triunghiului (M 33). Aceste asociații pot avea un diametru de până la 1.500 de ani-lumină.

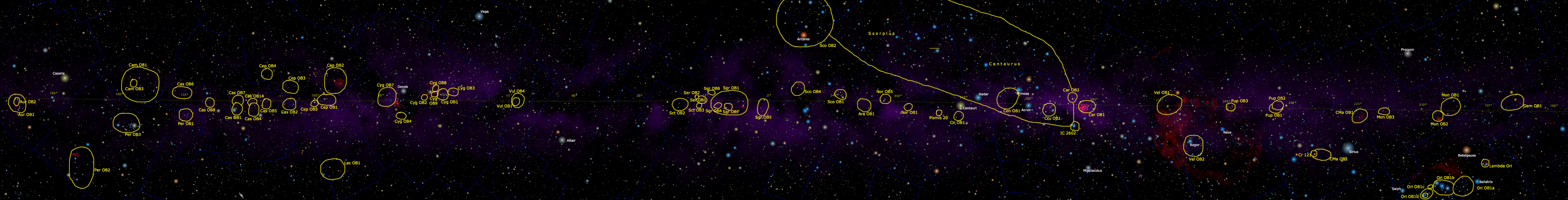
Asociații OB în Calea Lactee.